# لیک جکسون (تگزاس)
لیک جکسون، تگزاس(به انگلیسی: Lake Jackson, Texas) شهری در ایالت تگزاس از ایالات جنوبی ایالات متحده آمریکا است. در سرشماری سال ۲۰۰۰، جمعیت این شهر ۲۶۳۸۶ نفر اعلام شد.